# Neuludwigsdorf
Neuludwigsdorf (auch Pfütze genannt) ist ein Ortsteil von Allendorf (Eder) im Landkreis Waldeck-Frankenberg in Nordhessen.

## Geographie

### Lage
Neuludwigsdorf liegt auf der Ostabdachung des Rothaargebirges im zum Hinterländer Ederbergland gehörenden Elbrighäuser Wald auf einem von Waldflächen umgebenen und landwirtschaftlich genutzten Hochplateau, das über den Nitzelbach zur Eder entwässert wird. Zu erreichen ist die auf etwa 565 m ü. NN gelegene Ortschaft über die Kreisstraße 123 vom rund 3 km (Luftlinie) nordöstlich gelegenen Bromskirchen kommend oder unter anderem über einen Waldweg, der beim westlich befindlichen Weiler Dachsloch beginnt.

### Nachbarortschaften
Nachbarortschaften sind (im Uhrzeigersinn betrachtet): Bromskirchen (Nordosten), Osterfeld und Allendorf (Südosten), Battenberg und Dodenau (Südosten), Alertshausen (Südwesten), Dachsloch und Diedenshausen (Westen) und Wunderthausen (Nordwesten).

## Geschichte
Die Gründung des Ortes geht auf eine Initiative von sechs Bromskircher Familien (Rumpf, Schatz, Dornseif senior, Fuchs, Dornseif junior und Lange) zurück, die den Landgrafen Ludwig IX. von Hessen-Darmstadt im März 1773 darum baten, in der Nähe der Wüstung Zimmershausen 240 Morgen Land als Erbleihgut bewirtschaften zu dürfen. Mit der Bitte ging der Wunsch einher, sechs Häuser auf eigene Kosten auf der entsprechenden Fläche zu errichten. Der Landgraf stimmte dem Vorhaben gegen eine jährliche Zahlung von 60 Gulden zu und erteilte im Juni 1774 einen Erbleihbrief. 
Aufgrund steigender Bevölkerungszahlen im 18. Jahrhundert und der damit verbundenen Ernährungsmangellage (auf die sich auch die sechs Siedlerfamilien in ihrer initialen Bitte bezogen) lag es im Interesse des Landgrafen, die Ertragseffizienz wüst liegender Flächen zu steigern. Die Anlage neuer Ortschaften zur Unterstützung dieses Ziels war dabei ausdrücklicher Bestandteil der landgräflichen Politik. Unterstützt wurde das Vorhaben dadurch, dass nach dem Tod des bis 1768 regierenden Landgrafen Ludwig VIII. die fürstliche Parforcejagd abgeschafft wurde. Dadurch stand einer dichteren Besiedlung der weitläufigen Waldflächen in der Region nichts mehr im Wege. 
Die Anfangsjahre der Kolonie waren geprägt von großer Armut und dem Bestreben, die kargen und in rauem Klima liegenden Flächen hinreichend fruchtbar zu machen. Während zu Beginn der Besiedlung der umliegende Wald von der landgräflichen Verwaltung stark geschützt wurde, trat im Laufe des 19. Jahrhunderts die Köhlerei als Erwerbsquelle für die Bewohner hinzu. 
Heute gibt es noch einige Landwirte im Nebenerwerb, der Haupteinnahmezweig ist aber der Fremdenverkehr.
Beim Zensus 2011 wurden 84 Einwohner gezählt.
Zum 1. Januar 2023 wurde Neuludwigsdorf im Zuge der Eingemeindung von Bromskirchen ein Ortsteil von Allendorf (Eder).